# Censura na Internet
A censura na Internet é o controle ou a supressão da publicação ou acesso de informação na Internet. Os problemas legais são similares aos da censura convencional.
Uma diferença é que as fronteiras nacionais são permeáveis pela Internet: residentes de um país que bane certas informações pode achá-las em sites hospedados fora do país. Também as tentativas por um governo de impedir os seus cidadãos de ver certos materiais podem ter o efeito de restringir estrangeiros, porque o governo talvez tome ações contra sites na Internet em qualquer lugar no planeta.
Censura total de informações na Internet é extremamente difícil (ou impossível) de se conseguir devido a natureza distribuída da Internet. Pseudoanonimato e data havens como a Freenet permitem incondicional liberdade de expressão, já que a tecnologia garante que materiais não podem ser removidos e o autor de qualquer informação irrastreável.
O uso de leis para censurar a internet tem crescido ultimamente, principalmente com a aprovação de leis que visam combates "fake news" e "discurso de ódio".
Em Março de 2017, a ONU e os organismos regionais de direitos humanos publicaram a Declaração Conjunta sobre Liberdade de Expressão e “Fake News”, Desinformação e Propaganda. A Declaração concluiu que criminalizar a partilha de informação baseada em ideias vagas e ambíguas, como “notícias falsas”, é incompatível com os padrões internacionais para à liberdade de expressão.
As próximas seções seguem o sistema de categorização da OpenNet Initiative (ONI):

## Técnicas utilizadas
Existem várias técnicas de bloqueio na Internet. O bloqueio a sítios, portas e protocolos TCP/IP da Internet pode ser realizada por softwares específicos instalados no equipamento que acessa a Internet, através de roteadores locais, por exemplo doméstico ou empresarial, ou diretamente nos roteadores dos provedores de Internet. A censura imposta à Internet em alguns países utilizam preferencialmente o bloqueio através dos roteadores dos provedores da Internet que são mantidos sobre o controle de seus governos, mas até mesmo roteadores domésticos dos mais simples podem ser configurados pelo chefe de família para bloquear o acesso a diversos conteúdos no ambiente domiciliar. As principais técnicas utilizadas são:
- Filtro IP: Os filtros IP permitem bloquear endereços IP, portas e protocolos. Considerando que um sítio da Internet normalmente tem um único número IP essa técnica permite bloquear sítios específicos bem como o acesso de alguns aplicativos que utilizam portas específicas do protocolo TCP/IP. O bloqueio de IP foi relatado por alguns usuários do provedor Telus, no Canadá em 2005.[3]
- Bloqueio de URL: Os filtros de URL permitem bloquear o acesso sítios e conteúdos através de uma lista de palavras-chave. Essa lista de palavras-chave pode conter termos como "xxx" e "sex" (que sugerem textos de conteúdos sexual), ".mp3" e ".wav" (que sugerem material que violam direitos autorais) e "cialis" (que sugerem o acesso a SPAM's na Internet). Administrar uma lista de bloqueio de URL é eficiente para negar o acesso a conteúdos mas também leva a uma enorme dificuldade administrativa: sítios oficiais de condados ingleses como Essex, Sussex (Ocidental e Oriental) e Middlesex e mesmo pesquisas sobre "socialismo" podem ser bloqueadas pois contém um dos fragmentos das palavras-chave bloqueadas[4] sendo necessário criar uma lista de exceções.
- Filtros MAC: Os filtros MAC permitem bloquear o acesso de máquinas específicas à Internet; nesse sentido não são normalmente utilizados para filtrar ou censurar conteúdos, mas sim para negar o acesso a Internet a computadores específicos.
- Bloqueio de Domínio: O filtro de domínios permite bloquear o acesso sítios específicos da Internet através de uma lista de sítios cujo acesso é negado. É eficiente para bloquear o acesso a todo e qualquer conteúdo de um sítio de forma semelhante aos resultados que se obtêm pelo filtro IP. Em 2007, no Brasil, o domínio youtube.com foi bloqueado através de uma determinação judicial provisória.[5]

## Invasivo
Enquanto não existe um acordo universal sobre a definição do que constitui "censura invasiva", a organização Repórteres sem Fronteiras mantém uma lista de inimigos da Internet enquanto a OpenNet Initiative categoriza algumas nações como praticantes de níveis extremos de censura na Internet. Estas nações geralmente censuram conteúdo político e às vezes punem cidadãos que violem a censura com prisão.

### Cuba
Cuba está na lista da ONI e na lista de inimigos da internet da RSF. Cuba possui a menor relação da América Latina de computadores por habitante, e a menor relação de usuário de Internet de todo ocidente. Cidadãos tem que usar pontos de acesso controlados pelo governo, onde sua atividade é monitorada por bloqueios de IP, filtragem de palavras chaves e verificação de histórico de navegação. De acordo com o governo, acesso aos serviços de Internet são limitados para a população cubana devido ao embargo americano, mas o governo ainda assim impede o livre acesso a informação pelos cubanos sobre o mundo externo. O governo cubano continua prendendo jornalistas independentes por contribuir com relatórios para sites fora de Cuba.

### Irã
O Irã está na lista da ONI e na lista de inimigos da internet da RSF. A censura na Internet iraniana é delegada dos provedores de acesso à Internet que tentam filtrar conteúdo crítico ao governo, sites pornográficos, blogs políticos, sites sobre direitos das mulheres e revistas online. Blogueiros iranianos foram presos por suas atividades na Internet pelo governo. Mais recentemente, o governo iraniano tem bloqueado sites de vídeo como YouTube.

### Myanmar
O Myanmar está na lista da ONI e na lista de inimigos da internet da RSF. As autoridades do país asiático baniram sites de oposição política, sites de direitos humanos e organizações promovendo a democracia. Durante os protestos contra o governo de 2007, o governo birmanês desligou todos os links de Internet do país.
Em fevereiro de 2021 a internet é censurada novamente em consequência do novo golpe militar no país asiático.

### Coreia do Norte
A Coreia do Norte não está categorizada na ONI mas está na lista de inimigos da internet da RSF. Apenas algum milhares de cidadãos na Coreia do Norte, uma minoria minúscula da população, tem acesso à Internet, que é pesadamente censurada pelo governo nacional. O único site ativo de toda Coreia do Norte, com o domínio .kp, está hospedado em Berlim, na Alemanha, pertencente ao centro de computação coreano.

### Egito
O Egito não está categorizado na ONI mas está na lista de inimigos da internet da RSF. Desde a chegada ao poder de Abdel Fattah Al-Sissi, os jornalistas testemunharam um fenômeno de "sissização" dos meios de comunicação: o governo egípcio persegue os jornalistas suspeitos de proximidade com a Irmandade Muçulmana e se dedica a comprar os maiores grupos de imprensa. As autoridades controlam a paisagem midiática inteiramente a seu favor, a ponto de instalarem um manto de chumbo total sobre o país. A internet é o último espaço onde informações independentes podem circular, mas, desde o verão de 2017, mais de 500 sites foram bloqueados, incluindo muitos de notícias. As prisões por postagens simples em redes sociais estão aumentando. Segundo a Associação para a liberdade de pensamento e expressão (AFTE), mais de 500 sites de informações ou de ONGs estão atualmente bloqueados no Egito e "70 mil pessoas foram presas no Egito por razões políticas, por suas opiniões, ou por terem defendido os direitos humanos", denuncia o militante de direitos humanos egípcio Taher Moktar. Entre os detidos, vários são internautas ou blogueiros que criticam ou ironizaram o governo na internet. Privados de visibilidade online e diante da impossibilidade de sobreviver, os meios de comunicação se veem obrigados a fechar. A imprensa estrangeira também é alvo da censura: retirada de artigos, reportagens atacadas pelas autoridades, jornalistas expulsos ou proibidos de entrar no território. O país afro-asiático se tornou uma das maiores prisões do mundo para jornalistas. Alguns passam anos em detenção provisória sem que nenhuma acusação seja formalizada contra eles ou sem que jamais sejam julgados, outros são condenados a fortes penas de prisão que podem chegar à perpetuidade em processos extremamente injustos.

### Djibuti
O Djibuti não está categorizado na ONI mas está na lista de inimigos da internet da RSF. O governo do país africano restringe deliberadamente a internet de alta velocidade para limitar o acesso às redes sociais, que se tornaram um dos únicos espaços de livre expressão e acesso à informação. Já sites como La Voix de Djibouti (única rádio do país que transmite a partir da Europa) tem seu acesso censurado pelas autoridades. Nenhum veículo de comunicação privado ou independente está instalado no território. As únicas mídias existentes são usadas para fins de propaganda pelo governo de Ismael Omar Guelleh. A lei sobre a liberdade de comunicação de 1992 é, ela mesma, um entrave à liberdade de expressão e ao pluralismo midiático, uma vez que prevê, entre outras, penas de prisão por delitos de imprensa e limites de idade e de nacionalidade para criar um veículo de comunicação.

### República Popular da China

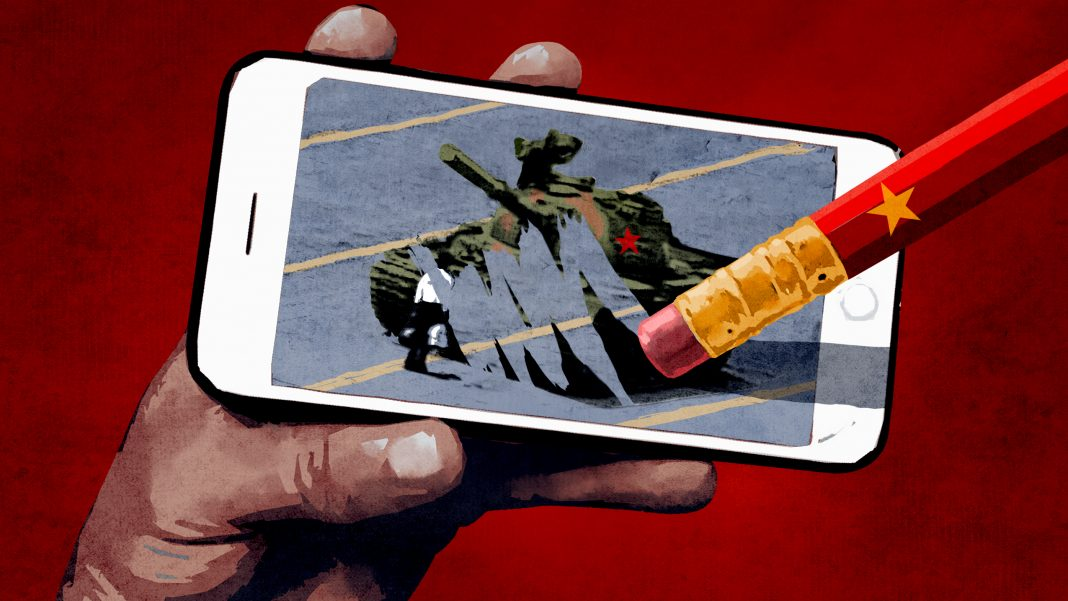
Censura chinesa ao Homem dos Tanques.

A República Popular da China está na lista da ONI e na lista de inimigos da internet da RSF. O país socialista bloqueia ou filtra conteúdo da Internet relacionado a independência do Tibete, independência de Taiwan, brutalidade policial, Protesto na Praça da Paz Celestial em 1989, liberdade de expressão, democracia, pornografia, sites de noticias internacionais, certos movimentos religiosos como igreja católica e muitos sites de blogs. Em torno de 52 dissidentes foram presos na China por postar conteúdo na Internet. A própria Wikipédia foi alvo de bloqueio chinês diversas vezes.

### Azerbaijão
O Azerbaijão está na lista da ONI e na lista de inimigos da internet da RSF. Desde 2014 o presidente do país eurasiático Ilham Aliev tem travado uma guerra implacável contra os críticos remanescentes. Os jornalistas e blogueiros independentes são jogados na prisão sob pretextos absurdos. Para tentar curvar aqueles que resistem no exílio, o regime de Baku ataca os membros de suas famílias. Os principais sites de notícias independentes estão bloqueados. As esperanças geradas pelo anúncio de grandes reformas no final de 2019 foram rapidamente frustradas.  A repressão pós-eleitoral, a crise do novo coronavírus e, em seguida, o conflito de outono de 2020 em Nagorno-Karabakh, território disputado com a Armênia, fortaleceram ainda mais a censura e pioraram a situação dos jornalistas. Pelo menos sete repórteres ficaram feridos em campo, outros escaparam por pouco dos disparos das forças armadas. As barreiras ao credenciamento de jornalistas estrangeiros aumentaram e, uma vez no país, muitos não puderam trabalhar livremente.  Enquanto os meios de comunicação não puderem atuar com segurança e sua independência econômica não for assegurada, as declarações do presidente não inspirarão confiança.

### Belarus
A Belarus está na lista da ONI e na lista de inimigos da internet da RSF. Prisões em massa de jornalistas e blogueiros críticos, violência, ameaças, cortes de internet, bloqueio dos principais sites de notícias, censura da imprensa escrita, acesso restrito à informação. A Belarus é o país mais perigoso da Europa para jornalistas. Desde a contestada eleição presidencial de 9 de agosto de 2020, os poucos meios de comunicação independentes têm sido perseguidos pela polícia, que tenta impedir a cobertura dos movimentos de protesto. Eles já eram perseguidos pelas autoridades, muitas vezes forçados ao exílio e sujeitos a multas, mas a repressão nunca atingiu tamanha escala. As penas de prisão estão se alongando, os processos criminais e as buscas estão aumentando. Apesar desses riscos, e à medida que a propaganda da mídia estatal é reforçada, jornalistas corajosos continuam a relatar a realidade das mudanças que estão ocorrendo.

### Bahrein
O Bahrein está na lista da ONI e na lista de inimigos da internet da RSF. As autoridades do pais árabe bloqueiam sites políticos que são críticos do governo e da família governante, mas também visam conteúdo relacionado à pornografia, gays e lésbicas e conteúdo que é crítico do Islã. O reino é tristemente célebre pelo número de jornalistas presos - sobretudo fotógrafos e cinegrafistas. O medo de uma queda do regime em 2011 aumentou a repressão e a censura das vozes dissidentes no Bahrein, especialmente após os levantes da oposição xiita na região leste do país. Regularmente acusados de participação em manifestações, de vandalismo ou de apoio ao terrorismo, os jornalistas e jornalistas-cidadãos cumprem penas de prisão que podem chegar à perpetuidade. São muitos também os que sofrem maus tratos, enquanto outros podem se ver destituídos de sua cidadania.  Desde 2016, os jornalistas locais que trabalham para meios de comunicação internacionais encontram dificuldades para renovar seu registro. Vários deles, mesmo no exílio, são alvos de processos lançados pelas autoridades por "crimes cibernéticos", após publicações em redes sociais críticas à política de Manama. Para os jornalistas estrangeiros, obter um visto é muito complicado.

### Síria
A Síria está na lista da ONI e na lista de inimigos da internet da RSF. O governo sírio baniu sites por razões políticas e prendeu pessoas por acesso a estes. Em novembro de 2012 o país desligou todos os links de acesso a web.

### Turcomenistão
O Turcomenistão está na lista da ONI e na lista de inimigos da internet da RSF. O governo do país asiático bloqueou milhares de sites (a maioria das redes sociais é barrada) e os raros internautas só têm acesso a uma versão ultra-censurada da Web e sites independentes tem o acesso proibido. Mas isso não foi suficiente para o ex-presidente Gurbanguly Berdymukhammedov, também conhecido como "Pai Protetor": a repressão contra os últimos correspondentes clandestinos de veículos de comunicação no exílio continua a se intensificar mesmo após seu filho Serdar Berdimuhamedov assumir a presidência em março de 2022. Nos últimos anos, vários deles foram presos, torturados, agredidos ou forçados a encerrar suas atividades, levando as redações a favorecer o uso pontual de jornalistas cidadãos. Sob o pretexto de "embelezar as cidades", as autoridades retomam regularmente sua campanha de erradicação das antenas parabólicas, privando a população de uma de suas últimas possibilidades de ter acesso a uma informação não controlada. A nova lei do país, que regula o audiovisual autoriza que todos os meios de comunicação são obrigados a passar uma "imagem positiva do Turcomenistão". As pessoas não têm acesso à rede online global e correm o risco de serem multadas se usarem uma VPN. Em 2018, as Nações Unidas reconheceram oficialmente o estado turcomano responsável pela morte sob custódia do jornalista Ogoulsapar Muradova, vítima de maus-tratos doze anos antes.

### Usbequistão
O Usbequistão está na lista da ONI e na lista de inimigos da internet da RSF. O governo do país asiático previne o acesso da sites sobre movimentos islâmicos banidos, mídia independente, ONGs, e materiais sensíveis as violações dos direitos humanos do governo. Algumas lan-houses da capital postam avisos que os usuário podem ser multados por ver material pornográfico ou sites com conteúdo político banido. Os principais sites de notícias independentes, como Ferghana ou Radio Ozodlik, permanecem bloqueados.

### Vietnã
O Vietnã está na lista da ONI e na lista de inimigos da internet da RSF. As principais redes do país previnem acesso a sites críticos ao governo, partidos expatriados, organizações de direitos humanos, além de outros. Uma policia online monitora as lan-houses e dissidentes foram presos por promover a democracia.

### Laos
O Laos não está categorizado na ONI mas está na lista de inimigos da internet da RSF. O Partido Popular Revolucionário do Laos (PPRL) exerce controle absoluto sobre a mídia em geral. Cada vez mais conscientes dos limites impostos à imprensa oficial, os laosianos se voltam para a internet e as redes sociais. Mas a adoção, no final de 2014, de um decreto que pune com prisão os internautas críticos ao governo e ao PPRL ameaça o desenvolvimento das plataformas online de notícias. O mesmo decreto obriga os internautas a se identificarem sistematicamente pelo nome que registraram nas autoridades. Apesar disso, hoje, existem três milhões de usuários da internet no país - ou 40% da população.  Em janeiro de 2016, passou a vigorar um decreto do primeiro-ministro autorizando a instalação de veículos de comunicação estrangeiros no país, mas com a condição de que estes aceitem submeter seus conteúdos à censura do PPRL. Assim, apenas a agência de notícias chinesa Xinhua e a vietnamita Nhan Dan abriram escritórios em Vientiane. Uma blogueira foi condenada a cinco anos de prisão em 2019 por tentar informar seus concidadãos sobre a situação das enchentes no sul do país. Em outubro de 2020, o governo emitiu um aviso exigindo que todas as mídias online se registrassem junto às autoridades sob pena de não poder mais postar conteúdos, caso contrário.

### Eritreia
A Eritreia não está categorizada na ONI mas está na lista de inimigos da internet da RSF. O país africano adota desde 2001 uma grande onda de repressão, censura sites noticiosos independentes e jornalistas são aprisionados em conteineres sem direito a julgamento. A Eritreia não permite a entrada de jornalistas estrangeiros e os únicos veículos de comunicação autorizados trabalham sob um rígido controle estatal. “Cada vez que um jornalista escreve uma reportagem, ele tem que informar qual é o assunto, quem serão os entrevistados e o teor das entrevistas", revelou um jornalista do país que não quis se identificar. O repórter relatou ainda que é orientado a sempre escrever notícias favoráveis sobre o presidente Issayas Afeworki que em 2014 diz: "Aqueles que pensam que haverá democracia neste país, podem pensá-lo em outro mundo". Apenas 1% da população tem acesso a internet que tem um sinal ruim e pesadamente censurada. O país é considerado a "Coreia do Norte da África".

### Guiné Equatorial
A Guiné Equatorial não está categorizada na ONI mas está na lista de inimigos da internet da RSF. O domínio absoluto da mídia e a censura prévia inclusive da internet estão na ordem do dia no país africano, que é governado há mais de 40 anos por Teodoro Obiang Nguema, reeleito em abril de 2016 para ocupar a presidência pela quinta vez por um mandato de sete anos. Neste regime terrível, é impossível criticar o presidente e as forças de segurança. Não existe um meio de comunicação verdadeiramente independente e o governo controla as informações produzidas pelos poucos meios de comunicação existentes inclusive na internet. Em 2020, a pandemia de Covid-19 não escapou da hiper-censura do regime. Depois de transmitir uma reportagem que dava conta da violência praticada pelos militares durante o confinamento, um programa popular de televisão foi cancelado e os sete jornalistas que o apresentaram foram suspensos. Em 2019, dois repórteres passaram vários dias detidos porque publicaram uma entrevista. Desde então, eles não puderam retomar seu trabalho. O canal de televisão privado em que trabalharam, o único do país, é de Teodorin Nguema Obiang, filho do presidente e atual vice-presidente do país. Em 2018, o famoso cartunista Ramón Nse Ebalé, conhecido por seus desenhos críticos do presidente, foi preso por cerca de seis meses por um caso totalmente inventado. De um modo geral, foi proibida a cobertura de alguns dos grandes eventos que marcaram a última década, como as nascentes árabes, os conflitos no Mali e na Síria e até mesmo a derrubada de Blaise Compaoré. O acesso de jornalistas estrangeiros ao país é muito restrito. Os poucos jornalistas que tentam produzir informações independentes são vistos como desestabilizadores e inimigos do regime. Eles correm o risco de ser demitidos, detidos, ter seus programas suspensos ou ter seus equipamentos de trabalho apreendidos.

### Singapura
A Singapura está categorizada na ONI e está na lista de inimigos da internet da RSF. Em 2020, a cidade-Estado do sudeste da Ásia entrou oficialmente na “zona preta" do Ranking Mundial da Liberdade de Imprensa, o que significa que a situação do país é agora classificada como “muito grave". Apesar do rótulo de "Suíça da Ásia", para citar a expressão cara à propaganda oficial do governo, a cidade-estado não fica muito abaixo da China quando se trata de reprimir a liberdade de imprensa. O governo do primeiro-ministro Lee Hsien Loong é sempre rápido em processar seus críticos, em pressionar para que eles não tenham mais chances de estar empregados, chegando até a forçá-los a deixar o país. A Autoridade de Desenvolvimento da Mídia (MDA) tem o poder de censurar qualquer tipo de conteúdo jornalístico e da internet principalmente redes sociais, os sites pornográficos e críticos ao governo. Os processos por difamação são frequentes e podem ser acompanhados de acusações de "sedição", crime passível de 21 anos de prisão. O controle político é reforçado por uma camisa de força econômica. Dois grandes grupos detêm toda a imprensa escrita, o rádio e o audiovisual de Singapura: o primeiro, MediaCorp, é propriedade de uma empresa de investimento estatal; o segundo, Singapore Press Holdings, é oficialmente de direito privado, mas seus diretores são nomeados pelo governo. Resultado: a autocensura é generalizada, inclusive em meios alternativos independentes, intimidados pela pressão judicial e econômica exercida pelas autoridades. A famosa linha vermelha - que os jornalistas apelidam de "OB Markers" ("Out of Bounds Markers", ou "marcadores fora dos limites") - restringe de maneira cada vez mais draconiana a cobertura jornalística de inúmeras temáticas e de figuras públicas. As autoridades de Singapura também criaram o hábito de enviar e-mails a jornalistas ameaçando-os com até 20 anos de prisão, se eles não se comportassem e removessem artigos incômodos. Finalmente, a lei das “notícias falsas”, um texto orwelliano adotado em 2019, obriga qualquer veículo de comunicação ou plataforma a fazer “correções” em qualquer informação que o governo considere “incorreta” - e isso de forma totalmente arbitrária. Esse gabinete de censura 2.0 permitiu ao governo impor aos meios de comunicação sua própria versão de uma série de assuntos, como pena de morte, o salário pago à esposa do primeiro-ministro e a sua gestão da pandemia de Covid-19.

## Substancial

### Coreia do Sul
A Coreia do Sul está na lista da ONI, categoria substancial, apesar de não estar na lista da RSF. A censura na Internet sul-coreana é altamente política e particularmente forte em reprimir acesso anónimo à Internet. Em 2007, numerosos blogueiros foram censurados e seus textos removidos pela policia por expressar criticas, ou até mesmo suporte, aos candidatos presidenciais. Isto fez com que alguns blogueiros fossem presos pela policia. Subsequentemente em 2008, justamente um pouco antes da nova eleição presidencial, uma nova lei requeria que todos os grandes portais de Internet verificassem a identidade dos usuários, foi colocada em pratica. Isto se aplica a todos os usuários que adicionam qualquer conteúdo público. Por exemplo, para postar um comentário em site de noticias, um registro de usuário e número da identidade do cidadão é requerido. Para estrangeiros que não possuem estes números, uma cópia do passaporte tem que ser enviada por fax e verificada.
A Coreia do Sul baniu pelo menos 31 sites considerados simpáticos para com a Coreia do Norte através de bloqueio por IP.
Indo além, sites de busca são requeridas verificação de idade para certas palavras consideradas inapropriadas. Para estas palavras, verificação utilizando número de identidade e requerida. Para estrangeiros, novamente uma cópia do passaporte tem que ser enviada por fax.

### Arábia Saudita
A Arábia Saudita está na categoria substancial e na lista de inimigos da internet da RSF. A Arábia Saudita redireciona todo o tráfico internacional por uma grande instalação de proxy localizada na cidade do Rei Abdulaziz. Filtragem de conteúdo é implementada ali. Adicionalmente, um número de sites são bloqueados de acordo com duas listas mantidas pela Unidade de Serviços da Internet (ISU): uma contendo materiais "imorais" (segundo eles) como sites pornográficos, e a outra baseada nas decisões de um comitê de segurança dirigido pelo Ministro do Interior, que inclui sites que são críticos ao governo. Uma característica interessante deste sistema é que as pessoas são encorajadas a ativamente denunciar sites para bloqueio, através de um formulário no site da ISU. A base legal para filtragem de conteúdo é uma resolução com conselho de ministros datada de 12 de fevereiro de 2001.
De acordo com um estudo da ONI, as censuras mais agressivas são aplicadas em pornografia, uso de drogas, apostas, conversão religiosa de islâmicos, e ferramentas para burlar filtragem.

### Emirados Árabes Unidos
Os Emirados Árabes Unidos estão na categoria substancial da ONI mas não na lista de inimigos da Internet. O único provedor de internet do país, Etisalat, bane pornografia, materiais políticos, e qualquer coisa que eles julguem que atente contra a moral.

### Iêmen
O Iêmen está na categoria substancial da ONI e na lista de inimigos da internet da RSF. Os dois provedores de acesso à Internet do Iêmen bloqueiam acesso que caem na categoria de apostas, conteúdo adulto, educação sexual além de material tentando converter islâmicos a outras religiões. A censura foi endurecida ainda mais quando os houthis tomaram o poder em 2014 e os jornalistas podem ser presos por uma simples postagem nas redes sociais.

## Nominal ou em Vigilância

### Austrália
A Austrália está na lista nominal da ONI. Um filtro está sendo implementado para bloquear conteúdo considerado ilegal ou inapropriado.

### Canadá
O Canadá está na lista nominal da ONI. Em alguns casos, informação que o governo está ativamente tentando manter longe das emissoras e imprensa, como nomes de delinquentes juvenis e informações ações judiciárias estão disponíveis aos usuários do Canada pela internet através de sites hospedados no exterior.

### Dinamarca
A Dinamarca não está categorizada pela ONI nem pela RSF. O maior provedor de Internet dinamarquês, TDC A/S, lançou um filtro baseado em DNS para pornografia infantil em 18 de outubro de 2005 em cooperação com o departamento de policia do estado e da organização Save the Children de caridade. Desde então, todos os maiores provedores de Internet se juntaram a iniciativa, sendo que em maio de 2006, 98% dos usuários dinamarqueses de Internet estão sujeitos ao filtro. O filtro causou certa controvérsia em março de 2006, quando um site legal de sexo chamado Bizar foi pego pelo filtro, criando uma discussão sobre a eficiência do filtro e sua precisão.
Em 4 de fevereiro de 2008, um tribunal da Dinamarca ordenou o provedor dinamarquês Tele2 a bloquear o acesso ao sites de troca de arquivos The Pirate Bay para todos os usuários dinamarqueses.

### Estados Unidos
Os Estados Unidos estão na lista nominal da ONI mas não na lista da RSF. Os Estados Unidos aprovaram em 1996 o Communications Decency Act, que restringia severamente conversar online. Apoiadores da liberdade de expressão, porém, conseguiram que a maior parte da lei fosse anulada na justiça. O DMCA criminaliza a discussão e a disseminação de tecnologia que possa ser utilizada para burlar mecanismos de proteção de copyright, e torna mais fácil agir contra atos considerados como violadores pela Internet. Muitos distritos escolares dos Estados Unidos frequentemente censuram material  considerados inapropriado para escolas. Em 2000, o congresso aprovou a CIPA (Children's Internet Protection Act), que requer que escolas e bibliotecas publicas recebendo fundo federal instalem software de filtragem de conteúdo. O congresso está também considerando que as escolar e bibliotecas bloqueiem o acesso a todos os sites de relacionamento pela Internet. Oponentes da censura pela Internet argumentam que as provisões da liberdade de expressão da Primeira Emenda da constituição barra o governo de qualquer lei ou regulação que censure a internet.
Em 4 de janeiro de 2007, uma ordem do juiz da corte distrital Jack B. Weinstein proibiu uma grande quantidade de ativistas do Psychiatric Survivors Movement de postar links em seus sites para documentos vazados que demonstram que a Eli Lilly and Company intencionalmente ocultou documentos sobre os efeitos colaterais letais da Zyprexa. A Electronic Frontier Foundation apelou contra isso sobre o direito de postar documentos, alegando que o jornalismo cidadão tem as mesmas proteções da Primeira Emenda assim como os grandes grupos de mídia. Foi dito subsequentemente que era impossível fazer valer a lei, apesar de que os argumentos sobre a Primeira Emenda tenham sido rejeitados. Em março de 2008, a funcionária de uma biblioteca, Brenda Biesterfeld, foi demitida de seu emprego após ter alertado a policia sobre um homem que também foi preso que ele estava vendo pornografia infantil nos computadores da biblioteca. Porém, os oficiais da corte alegaram que sua demissão não tem a ver com a denuncia.
O Departamento de Defesa dos Estados Unidos filtra alguns endereços de IP. A política de filtragem está descrita num relatório do congresso chamado Department of Defense Personnel Access to the Internet.

#### Megaupload
No dia 19 de janeiro de 2012 foi censurado o site de hospedagem de arquivos Megaupload. O governo dos Estados Unidos o acusou de violação de direitos autorais.

### Fiji
As Fiji não estão categorizadas pela ONI nem pela RSF. Em maio de 2007 foi denunciado que o exército de Fiji tem bloqueado acesso a blogs críticos ao regime.

### Finlândia
A Finlândia não está na lista da ONI nem da RSF. Seguindo a "lei voluntária" aprovada pelo parlamento finlandês no início de 2007, a maioria dos provedores de Internet decidiram começar a filtrar pornografia infantil, sendo que os primeiros começaram a ser bloqueados em 2008. A lista é provida pela policia finlandesa e contem apenas sites estrangeiros. A implementação se baseia em DNS.
A maioria dos sites censurados, porém, não foram censurados por pornografia infantil, mas pornografia adulta normal, incluindo imagens de sexo inter-racial e homossexual. Dois terços da lista de filtragem finlandesa pode ser vista em lapsiporno.info, a página de Matti Nikki, um ativista finlandês contra a censura na União Europeia e especialmente na Finlândia. Em fevereiro de 2008, Nikki foi censurado, adicionado na lista do Keskusrikospoliisi, a divisão de investigação criminal finlandesa.
Mais recentemente, o governo tem considerado estabelecer filtragem contra sites de aposta.

### França
A França está na lista de vigiados da ONI, mas não na lista da RSF. Cortes francesas demandaram que o Yahoo! bloqueie material nazista. Além disso, a França está tentando promover a lei Hadopi, cujo principal objetivo é acabar com o compartilhamento ilegal de arquivos protegidos por direitos autorais.

### Índia
A Índia está na categoria nominal da ONI mas não na lista da RSF. Em julho de 2006 o governo indiano tem advertido os provedores para bloquearem diversos sites, incluindo alguns hospedados no Geocities, Blogspot e Typepad. Dificuldades iniciais de implementação fez com que esses domínios fossem bloqueados por completo. Acesso a sites nesses domínios exceto os especificamente banidos foi retornado uma semana depois. O primeiro incidente documentado de censura na Internet indiana foi o bloqueio do Yahoo! Grupos em 23 de setembro de 2003. Kyhun, um grupo do Yahoo! relacionado com o fora da lei Hynniewtrep National Liberation Council, um grupo separatista, foi pedido o bloqueio pelo Departamento de Telecomunicações. Dificuldades em implementar o bloqueio fez com que os provedores bloqueassem todo Yahoo! Grupos por duas semanas.
Recentemente, o sistema de justiça indiano entrou em um acordo com o site de relacionamentos Orkut para rastrear conteúdo que ele considere difamatório, por exemplo, conteúdo critico a Bal Thackeray.

### Israel
Israel não está categorizada pela ONI nem pela RSF. Os partidos religiosos de Israel propuseram uma legislação de censura para a Internet que permitira apenas acesso a sites com conteúdo adulto apenas para usuários que se identifiquem como adultos e peçam para não serem sujeitos a filtragem. Em 27 de fevereiro de 2008 a lei foi aprovada no primeiro das três votações requeridas.

### Itália
A Itália não está categorizada pela ONI nem pela RSF. Itália bane o uso de apostadores (bookmakers) estrangeiros pela Internet, requerendo algumas edições nos arquivos de DNS dos provedores italianos.

### Marrocos
Marrocos está na lista de vigiados da ONI mas não na lista da RSF. Em março de 2006, Marrocos bloqueou acesso a vários sites de blogs, como o LiveJournal. Repórteres sem Fronteiras diz que Marrocos agora censura todos os sites político promovendo a independência do Saara Ocidental. Google Earth também foi adicionada a lista de sites censurados de Marrocos. Em 2007, o principal operador de telecomunicações marroquino, Maroc Telecom, também censurou o YouTube por quase um mês, sem nem mesmo dar explicações.

### Noruega
A Noruega está na lista de vigiados da ONI, mas não na lista da RSF. Os maiores provedores de Internet noruegueses possuem filtros de DNS que bloqueiam acesso a sites que autoridades dizem conter pornografia infantil, similar ao filtro dinamarquês. Uma amostra parcial da lista de censurados norueguesa pode ser consultada em lapsiporno.

### Países Baixos
Desde 2007 que nos Países Baixos um grande provedor, UPC, bloqueia acesso por DNS a sites que autoridades afirmam possuir pornografia infantil. No seguindo quadrimestre de 2008 todos os outros provedores neerlandeses concordaram com Ernst Hirsch Ballin do Ministério da Justiça para também bloquear sites desta lista. A lista é criada pela KLPD (policia nacional). Ernst Hirsch Ballin declarou que no momento 150 sites estão bloqueados. A lista não possui sites hospedados na União Europeia e eles são checados a cada 2 meses pela Productteam Bestrijding Kinderpornografie.

### Paquistão
O Paquistão está na lista de vigiados da ONI mas não na lista da RSF. O Paquistão bloqueia acesso a sites críticos ao governo. Em fevereiro de 2008 o Youtube foi censurado no país devido a lançamento de filme com críticas ao Islã.

### Reino Unido
O Reino Unido está na lista de vigiados da ONI mas não na lista da RSF. O grupo British Telecommunications passa todo trafico da Internet por um serviço chamado Cleanfeed, que utiliza dados providos pela Internet Watch Foundation para identificar paginas contendo fotografias indecentes de crianças. Quando tal página é encontrada, o sistema gera um erro 'URL not found page' em vez de alertar.
Em 2003, após o assassinato de Jane Longhurst por um homem que dizia possuir obsessão por pornografia pela Internet, a família correu atrás para que toda pornografia se tornasse ilegal. O que o governo apelidou de "pornografia extrema" pode agora ser ilegal. O governo agora persegue sites demonstrando estupros, estrangulamentos, tortura e necrofilia.
Na Escócia em 2004, um comitê do parlamento deu suporte por um chamado para banir pornografia adulta após suporte de uma petição alegando conexões entre pornografia e crimes sexuais contra a mulher. Um porta voz declarou "Enquanto nós não temos planos de legislar nós vamos, claro, continuar a monitorar a situação".
No Reino Unido, o ministro Vernon Coaker deu um ultimato para o final de 2007 obrigando todos os provedores implementarem o Cleanfeed. Já foi indicado previamente que está sendo considerado requerer que todos os provedores bloqueiem artigos na web que "glorifiquem o terrorismo".

### Rússia
A Rússia está na lista de vigiados da ONI mas não na lista da RSF. A Rússia pressionou a Lituânia para desativar o sites de Kavkaz-Center, o site continha vídeos dos ataques das forças russas na Chechênia, e relatórios da Segunda Guerra da Chechênia da perspectiva dos separatistas. Em  fevereiro de 2008, se tornou público que seis provedores de Internet russos com ligações com o governo estavam bloqueando acesso a sites de noticias da oposição. Depois que se tornou público, a maior dessas companhias retiraram o bloqueio e explicaram que estavam "testando filtro de conteúdo". Os outros cinco bloqueios ainda estão em prática.
Em 2007, um processo contra Savva Terentiev, um músico de Syktyvkar, foi iniciado por causa de um comentário em um blog do LiveJournal, em que ele criticou as forças policiais locais. Ele foi acusado de "provocar antagonismo entre grupos sociais". Apesar de vários exames de experts no texto terem negado as acusações, argumentando que foi apenas uma expressão relacional, o processo não foi encerrado.
Em março de 2022 o presidente russo Vladimir Putin assinou uma lei que intensifica ainda mais a censura no país. Segundo o governo russo, a nova legislação serve para combater "notícias falsas". Na prática, aumenta as barreiras para a divulgação de informações em veículos de imprensa e nas redes sociais, principalmente sobre o conflito na Ucrânia. O Facebook, instagram e Twitter foram censurados no país.

### Suécia
A Suécia não está categorizada pela ONI nem pela RSF. Os maiores provedores de Internet suecos possuem filtros de DNS que bloqueiam acesso a sites que autoridades consideram como contentando pornografia infantil, similar ao filtro dinamarquês. A policia sueca é a responsável por atualizar a lista de sites proibidos. Em 6 de julho, a policia sueca acusou de material com pornografia infantil estava disponível em torrents relacionados ao sites Pirate Bay e ameaçou inclui-lo na lista de sites proibidos. Isto, porém, não aconteceu já que a policia disse que o conteúdo foi removido. A policia nunca especificou qual o conteúdo era ilegal. Isto acabou se tornando em acusações que a censura contra o Pirate Bay era política em natureza.

### Tailândia
A Tailândia está na categoria nominal da ONI mas não na lista da RSF. Esforços significantes tem sido feitos na Tailândia para se opor a sites que representem atividades ilegais. Atividades como apostas, uso de drogas e pornografia no geral são banidos, utilizando bloqueio via DNS e um proxy transparente. Isto faz com que o site aparente ser inacessível. O governo também tem banido sites que discutem como burlar a censura pela Internet.

### Turquia
A Turquia não está categorizada pela ONI nem pela RSF. Atualmente existe uma associação governamental recentemente estabelecida somente para controlar e banir sites. Já que está em associação com o governo ele tem o poder de banir sites na Internet sem julgamento prévio. Apesar de não existir leis especificas para censura na Internet no código penal turco, em 6 de março de 2007, o governo da Turquia bloqueou o acesso ao site YouTube, seguido do aviso: "Access to www.youtube.com site has been suspended in accordance with decision no: 2007/384 dated 06.03.2007 of Istanbul First Criminal Peace Court". O bloqueio foi recebido com protestos generalizados e foi retirado dois dias depois. YouTube foi banido novamente na Turquia em 12 de março de 2008 pela decisão número 2008/251, mas desde então o bloqueio foi removido novamente.
Centenas de sites não tão populares como YouTube continuam banidos na Turquia, incluindo todos os subdomínios e domínios principais do wordpress.com. O Wordpress está banido na Turquia desde agosto de 2007. Outros sites proeminente banidos por ordens judiciais na Turquia incluem Google Groups, GeoCities e Alibaba.
De acordo com a lei 5651 do código penal turco, incentivar suicídio, abuso sexual de crianças, apologia as drogas, pornografia, prostituição, insultos e sites de aposta são proibidos. A fundação de telecomunicações turca possui um site de denuncias.

## Censura empresarial
Muitas empresas adotam políticas de bloqueio à Internet que podem incorporar filtros IP, bloqueio de URL's por palavras-chave e bloqueio de domínios. Sítios de chat, comunicadores instantâneos, redes sociais, blogs, palavras-chave que sugerem conteúdo sexual, humor (piadas), artes (música) são bloqueados em várias empresas com o argumento de que elas não condizem com um ambiente produtivo de trabalho. A eficiência do bloqueio de conteúdos em algumas empresas é muito mais rígida do que qualquer política de censura à Internet de vários países.

## Censura de portais
Grandes portais ocasionalmente excluem sites que eles mesmo incluem. Isto torna o site invisível para pessoas que não sabem onde encontrá-lo. Quando um grande portal executa isto, possuem efeitos similares a censura. Algumas vezes esta exclusão é feita para satisfazer algum tipo de requerimento legal, outras vezes é pela vontade do próprio portal.

### Exemplos
- Google.de e Google.fr removem conteúdo Neo-Nazista.[103]
- A Wikipedia Espanhola  impede conteúdos contra a integridade Político-social de Espanha, como por exemplo, o Português Oliventino

## Por comunidades online
Fóruns pela Internet e salas de bate-papo frequentemente incluem moderadores, que podem editar ou remover material contra as regras da comunidade, por exemplo, a comunidade Yahoo! Answers. O escopo destas regras variam de comunidade para comunidade - alguns querem que o material seja relevante apenas para uma audiência especifica, enquanto outros apenas requerem que as discussões se mantenham dentro da lei. Muitos grupos da Usenet não são moderados.
A Wikipedia já foi acusada de censura.

## Alvos comuns
- Pornografia.[107]
- Sites de redes sociais (exemplo: Facebook ou Twitter).[108]
- Wikipedia — particularmente na República Popular da China.
- Blogs políticos.[109]
- YouTube.[110]
- Nazismo e similares — particularmente na França e Alemanha.[111]
- Sites de Religião.
- Google - particularmente na República Popular da China e Cuba.[112][113]
- Sites ensinando a burlar a censura.

## Evasão
Existem um número de recursos que permitem usuários evadirem os aspectos técnicos da censura pela Internet. Cada solução varia a facilidade uso, velocidade e segurança.

### Sites de proxy
Sites de proxy geralmente são a mais rápida e simples solução de acessar sites banidos em nações censuradas. Estes sites trabalham por estarem eles mesmo em locais não sujeitos a censura, então são capazes de acessar material censurado. Isto usualmente se faz digitando a URL no site de proxy, e ele então irá pegar e mostrar a página. É recomendado que se use o protocolo https já que ele é criptografado e difícil de bloquear.

### Java Anon Proxy
Java Anon Proxy é primeiramente um anonimizador disponível para todos os sistemas operacionais. Desde 2004, ele também inclui resistência a bloqueio que permite o usuário a burlar o bloqueio contra o serviço AN.ON acessando ele através de outros usuários do software.
Os endereços dos usuários JAP que provêem está funcionalidade pode ser conseguida através da AN.ON InfoService Network, tanto automaticamente, ou, caso a rede esteja bloqueada, simplesmente escrevendo um email para um dos InfoServices. O software JAP automaticamente decripta a resposta após o usuário digitar uma frase.

### Psiphon
O software Psiphon permite os usuários em nações que censuram conteúdo como China e Cuba a acessarem sites banidos como Wikipedia. O serviço requer que o software seja instalado em um computador com acesso não censurado a Internet, então este computador pode agir como um proxy para usuários em locais censurados.

### Tor
Tor é um software livre que permite os usuários a burlar a censura pela Internet enquanto garante anonimidade, apesar de que ela possua suas fraquezas. Usuários do Tor devem ficar atentos porque o acesso final para o acesso e atualização de páginas na Internet solicitada por algum usuário do Tor, localizado em qualquer ponto do mundo, pode ser registrado pelos provedores da Internet como tendo origem no seu computador. Caso algum usuário do Tor utilize-o para alguma finalidade criminosa, as acusações poderão recair sobre qualquer usuário do Tor, inclusive sobre alguém que o utiliza de boa-fé.

### Sneakernets
Sneakernet é um termo usado para descrever a transferência de informação eletrônica, especialmente arquivos de computador, por meios físicos, carreando a unidade de armazenamento de arquivos de um ponto a outro. Uma sneakernet pode mover dados independente das restrições da rede simplesmente não usado a rede.
A organização de caridade Information Without Borders está tentando implementar um protocolo de roteamento sneakernet para prover acesso barato a Internet em regiões com conflitos recentes usando telefones celulares, e provendo acesso a Internet livre para pessoas em regimes que restringem a liberdade de expressão.

## Internet Explorer 8, Google Chrome e Firefox
Também é possível ficar no anonimato através do Internet Explorer 8, do Google Chrome ou até mesmo pelo Firefox. Mas o sistema de anonimato fornecido por esses navegadores é limitado à evitar o acúmulo de evidências locais do histórico de navegação, e esconder o IP do usuário dos sites acessados. Em geral, a fornecedora do serviço de Internet ainda pode obter acesso à todo o tráfego de dados de um determinado cliente, especialmente se exigido judicialmente.

### Ferramentas para evitar censura
- AnonWatch Web Proxy Bypass Internet Censorship

### Tutoriais
- Tutorial Censorship A tutorial about Internet censorship.

### Campanhas contra censura
- Electronic Frontier Foundation US-based organization promoting online freedoms.
- Freedom Against Censorship Thailand (FACT) International campaign against all censorship based in Thailand.
- irrepressible.info Amnesty International campaign to combat Internet repression.
- Erik Ringmar, A Blogger's Manifesto: Free Speech and Censorship in the Age of the Internet (London: Anthem Press, 2007)
- Picidae Break through the Internet Censorship!

### Recursos de evasão
- Handbook for bloggers and cyber-dissidents Reporters without Borders guide on Internet anonymity, censorship circumvention, and blogging.
- Psiphon software that is installed on a computer in a non-censored country to allow unhindered access to selected users in censored countries.
- Anonymous VPN service VPN service.
- VPN Service VPN service bypassing Internet censorship.
- Tor is an anonymity-network capable of bypassing Internet censorship. Slow, but very effective.
- Super VPN Service VPN is best solution to bypass all restrictions and protect privacy.
- OpenNet A world map that shows world access powers.
- Libertus.net: ISP "Voluntary" / Mandatory Filtering(2008 review of state of the Internet filtering)